# Academy of Television Arts and Sciences
L’Academy of Television Arts and Sciences ou ATAS (Académie des arts et des sciences de la télévision) est une organisation professionnelle américaine à but non lucratif fondée en 1946 (un mois après la création du premier réseau télévisé) dans le but de promouvoir les arts et sciences de la télévision et d'encourager la création artistique dans l'industrie des télécommunications.
C'est la plus grande organisation dévouée entièrement à la télévision aux États-Unis, comptant plus de 15 000 membres représentant 28 groupes professionnels, tels que les acteurs, les réalisateurs, les producteurs, les directeurs artistiques, etc.
Elle décerne chaque année les Primetime Emmy Awards, Academy Television Honors, Angeles Emmy Awards, Television Hall of Fame et College Television Awards.

## Historique
En 1949, l'Académie organise la 1re cérémonie des Emmy Awards pour récompenser l'excellence à la télévision.
Devant la multiplication des catégories, elle est complétée avec le temps par deux autres associations :
- la National Academy of Television Arts and Sciences (Académie nationale des arts et des sciences de la télévision), créée en 1955 et qui remet les Daytime Emmy Awards, les Sports Emmy Awards, les News Emmy Awards et les Documentary and Public Service Emmy Awards ;
- l'International Academy of Television Arts and Sciences (Académie internationale des arts et des sciences de la télévision), créée en 1969 et qui remet les International Emmy Awards

## Activités
- Les Primetime Emmy Awards depuis 1949, consacrent les programmes télévisés dans la case horaire très prisée du primetime
  - En 1970, face à la multiplication des catégories techniques, il fut décidé de scinder les cérémonies, la soirée principale consacre les programmes, réalisateurs, scénaristes et interprètes, une autre soirée (deux soirées depuis 2016), moins médiatisée, nommée Creative Arts Emmy, récompense les activités techniques[1].
- L'Academy Television Hall of Fame (en) depuis 1984 consacre des personnalités télévisuelles dans une cérémonie bi-annuelle
- Les Academy Television Honors depuis 2008 priment des programmes divers, avec le credo de la télévision avec une conscience
- Les Los Angeles Emmy Awards depuis 1949 consacrent les programmes locaux diffusés au Grand Los Angeles